# Jan Brandes

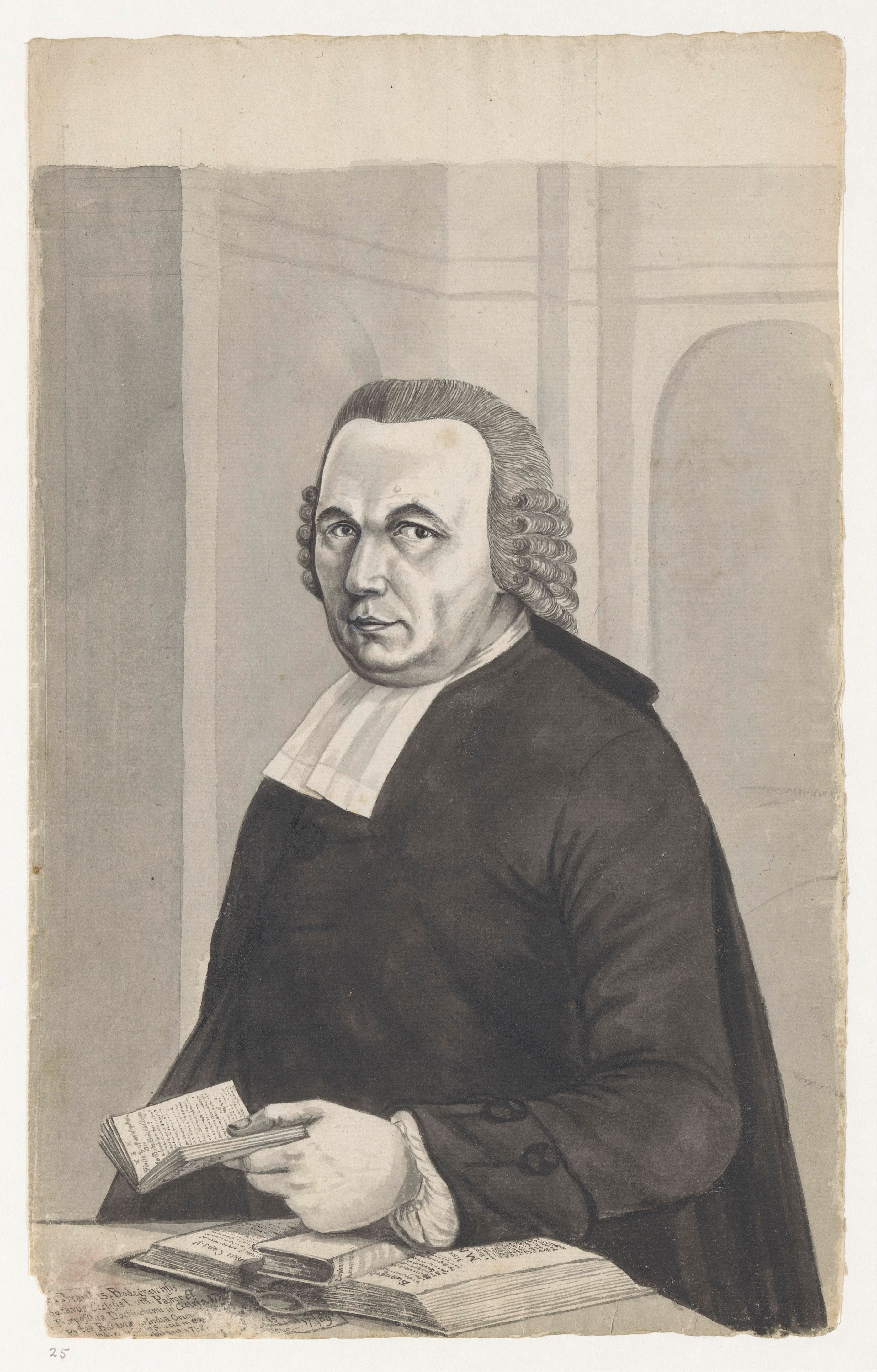
Zelfportret van Jan Brandes

Jan Brandes (Bodegraven, 11 augustus 1743 - Zweden, 1808) was een Nederlands predikant, tekenaar en aquarellist 

## Leven
Jan Brandes werd als de oudste van vier kinderen geboren uit het huwelijk van Jan Conrad Brandes en Maria Hoogeveen. Zijn vader was houder van een kostschool. Na een studie theologie in Leiden en Greifswald werkte Brandes vanaf 1770 als Luthers predikant in Doetinchem. 
In 1778 volgde een beroeping door de Lutherse gemeente in Batavia. Kort voor zijn vertrek trad hij in het huwelijk met de  burgemeestersdochter Anna Geertruy Krebber. Enkele maanden na aankomst te Batavia werd hun zoon Jan geboren. Zijn vrouw Anna overleed in Batavia nog geen jaar later aan de gevolgen van dysenterie. Brandes bestierde zijn huishouding met harde hand.
Vooral in zijn periode in de Oost maakte Brandes veel tekeningen en aquarellen. 
Op de terugreis naar Holland bezocht hij Ceylon (het huidige Sri Lanka) en woonde hij een jaar in de Kaapkolonie. In Batavia was Brandes in contact gekomen met de Zweedse landmeter-tekenaar en cavalerie-officier Sven Johan Wimmerkrantz. Na een jaar in Holland kocht Brandes in 1789 van zijn in Batavia verdiende geld in Zweden een landgoed met negen pachtboeren. Hij hertrouwde er met zijn tweede vrouw Maria Charlotta. Het paar kreeg twee dochters. In 1791 overleed zijn zoontje Jan aan polio. Enige jaren later overleed ook zijn tweede vrouw. Zelf stierf hij in 1808 op 65-jarige leeftijd. Zijn schetsboeken bleven bijna twee eeuwen in de familie van een van zijn Zweedse dochters.  

## Werk
Tijdens zijn verblijf in Java, Sri Lanka en Zuid-Afrika maakte Brandes een groot aantal aquarellen. Behalve veel tekeningen van planten en dieren tekende Brandes veel ook veel taferelen uit zijn eigen dagelijks leven. Hierbij legde hij situaties vast die door niemand anders zijn afgebeeld. Hierdoor zijn deze tekeningen van grote historische waarde.
Het Rijksmuseum wist in 1958 in Stockholm een aantal losse schetsen van Brandes te verwerven. In 1985 wist het Rijksmuseum de hand te leggen op twee complete schetsboeken, die het belangrijkste werk van Brandes bevatten.

## Afbeeldingen

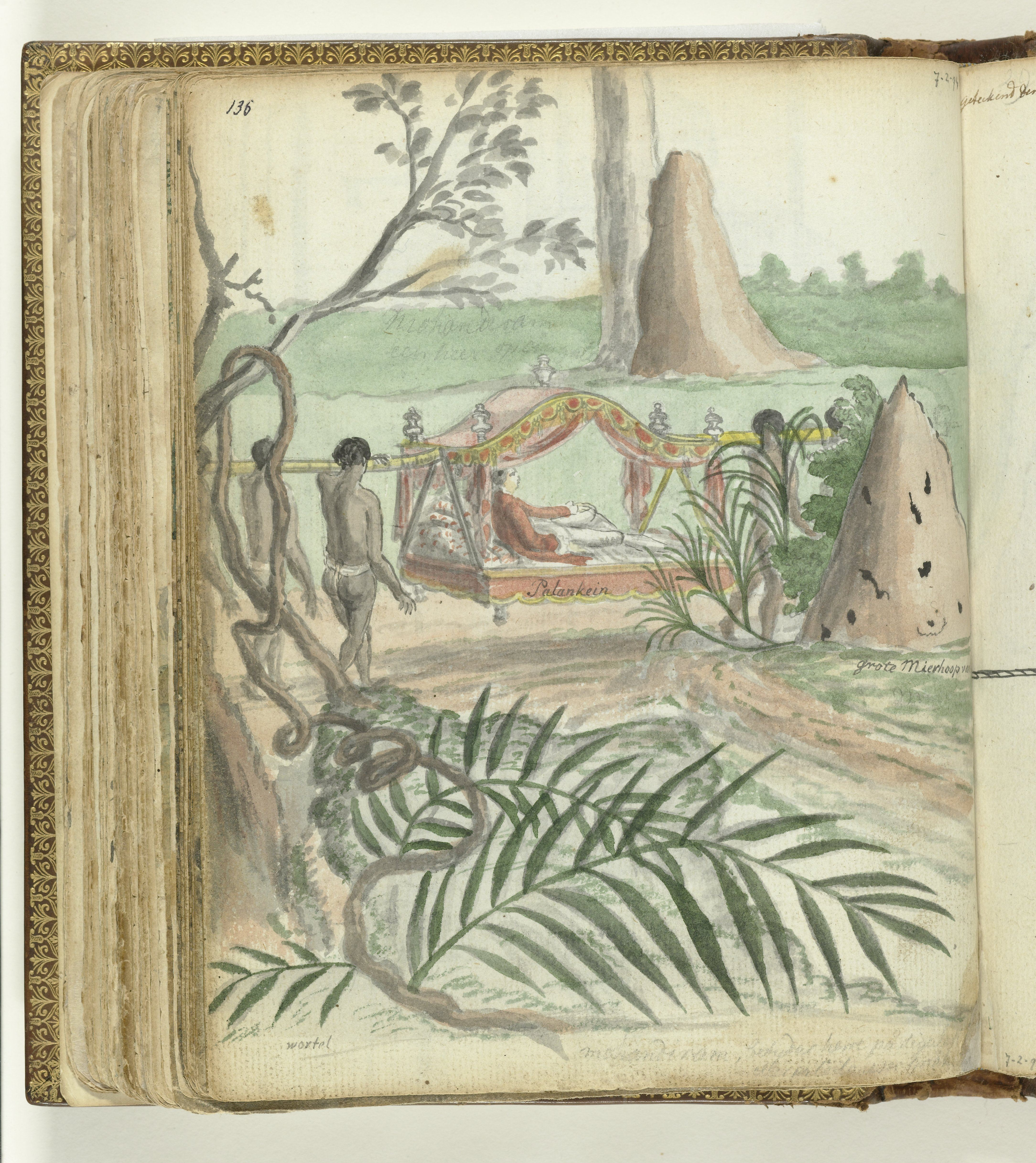
Palankijn met dragers
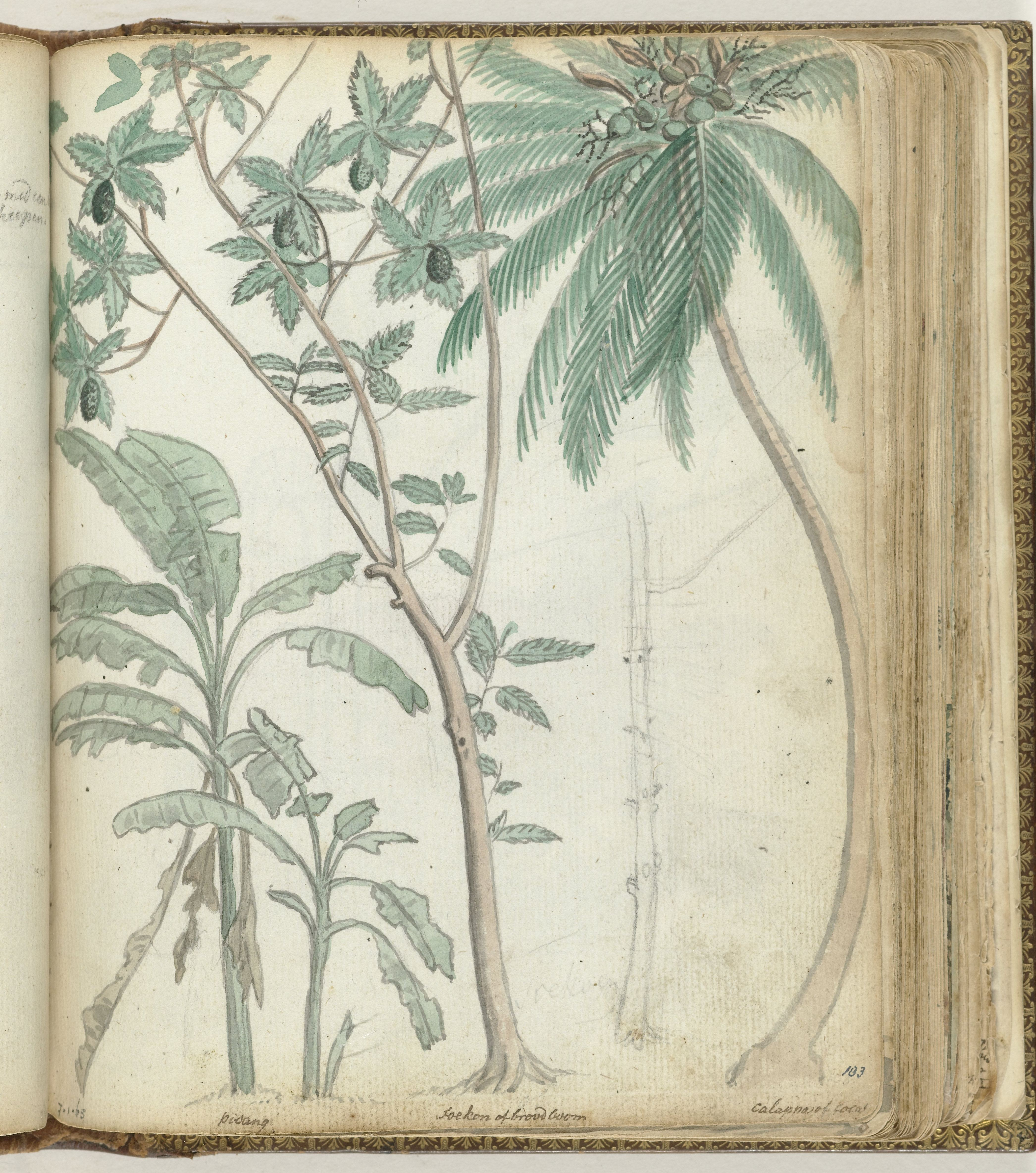
Tropische bomen
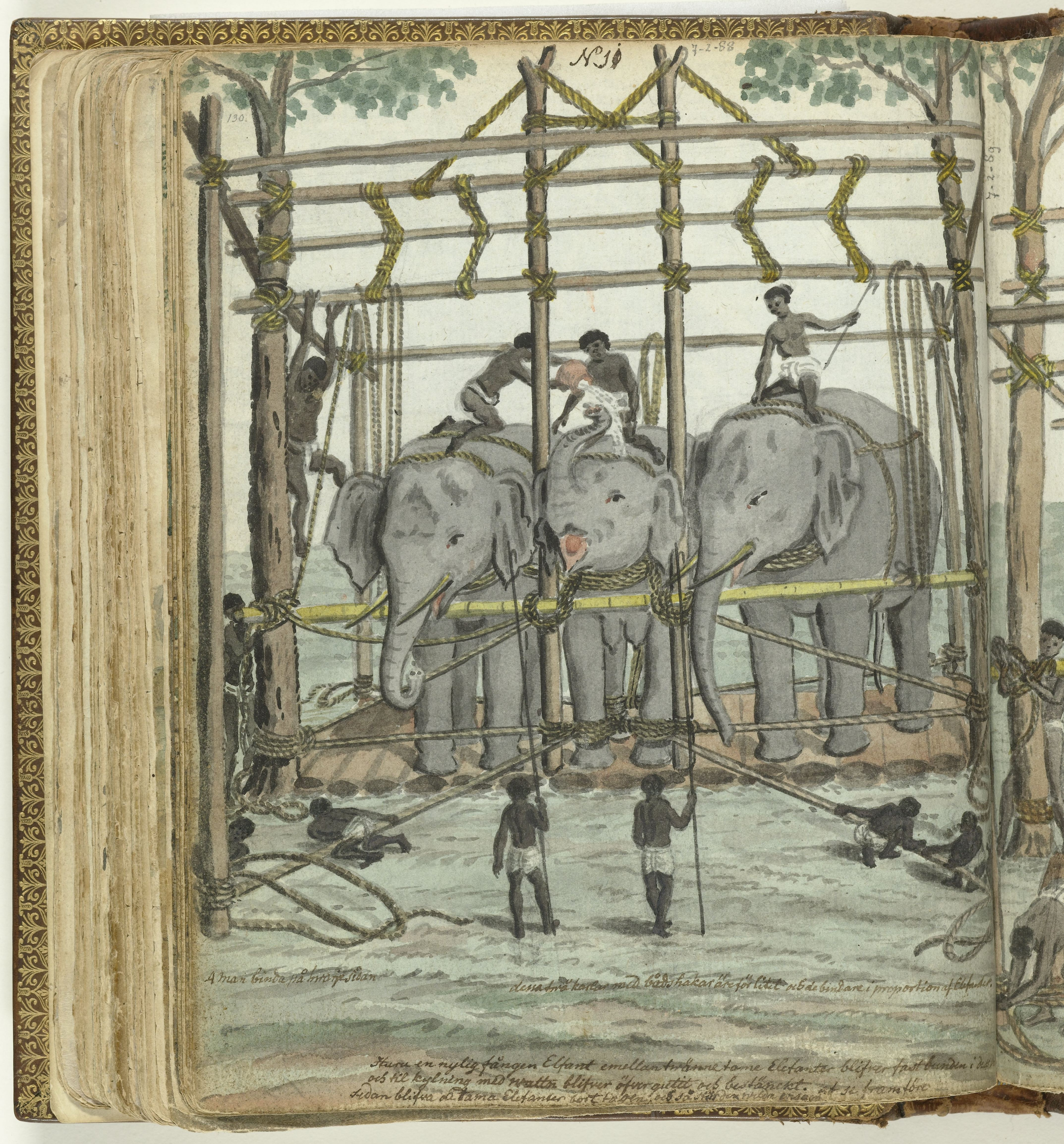
Temmen van een olifant
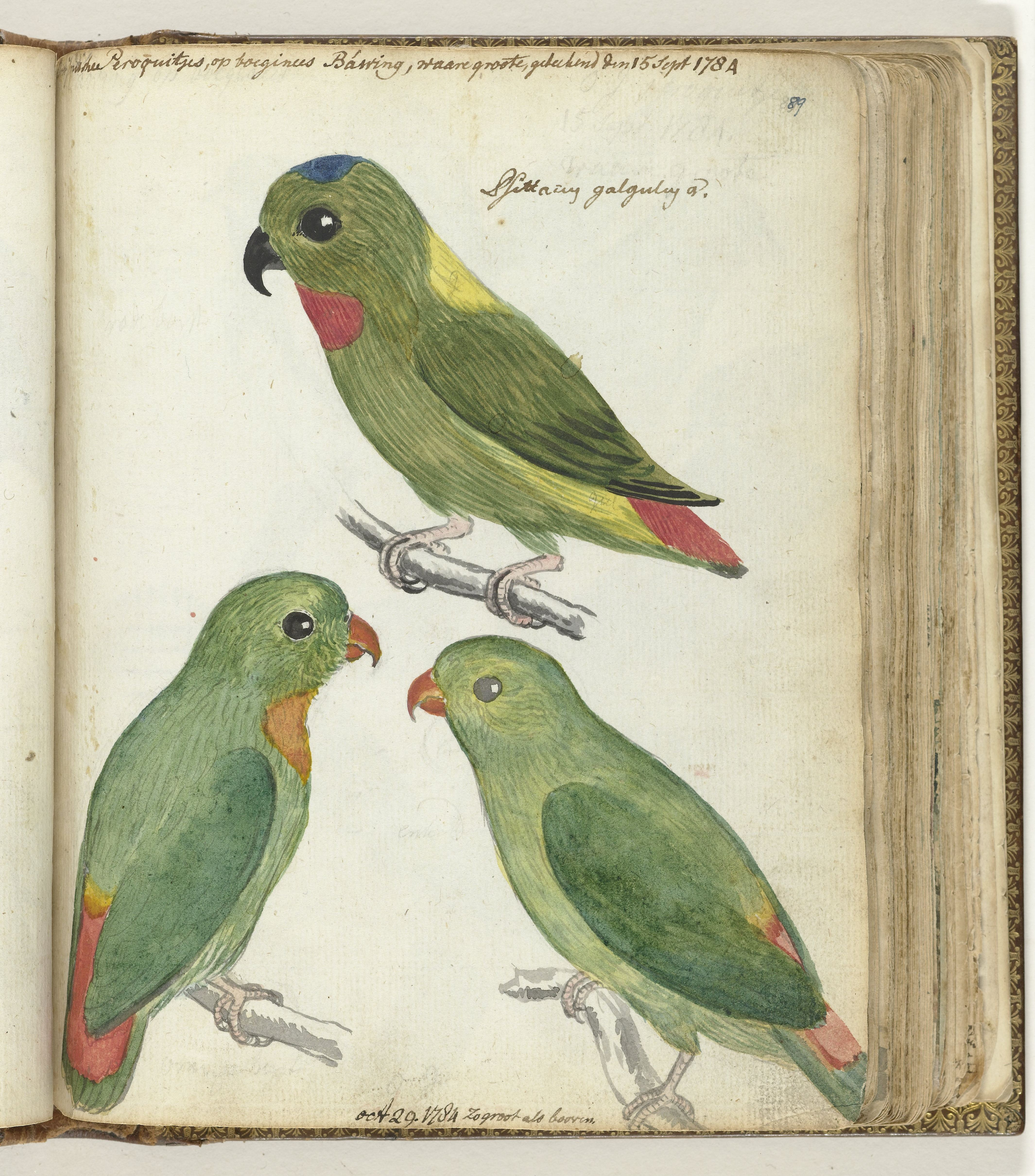
Oostindische parkieten
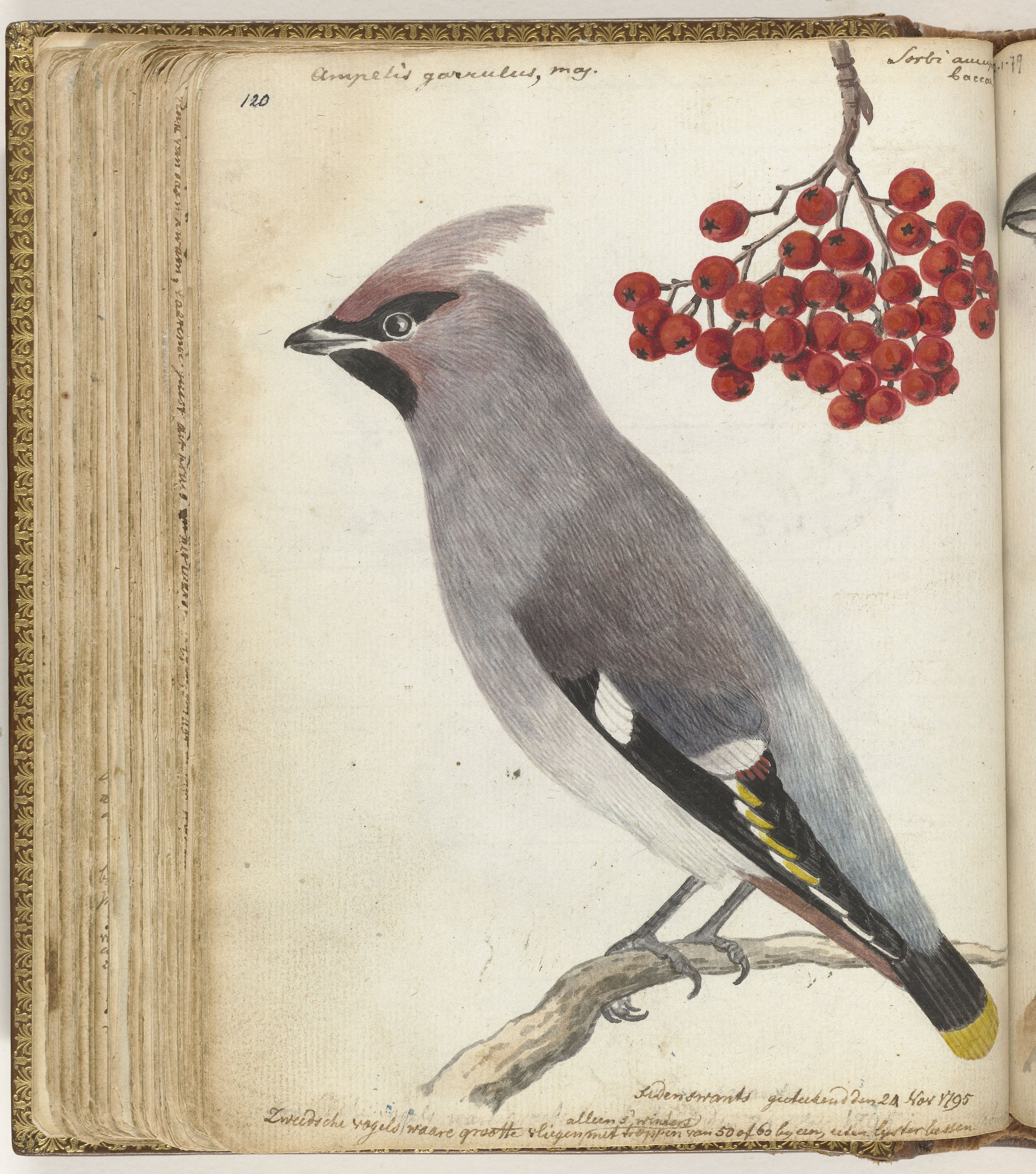
Zweedse vogel
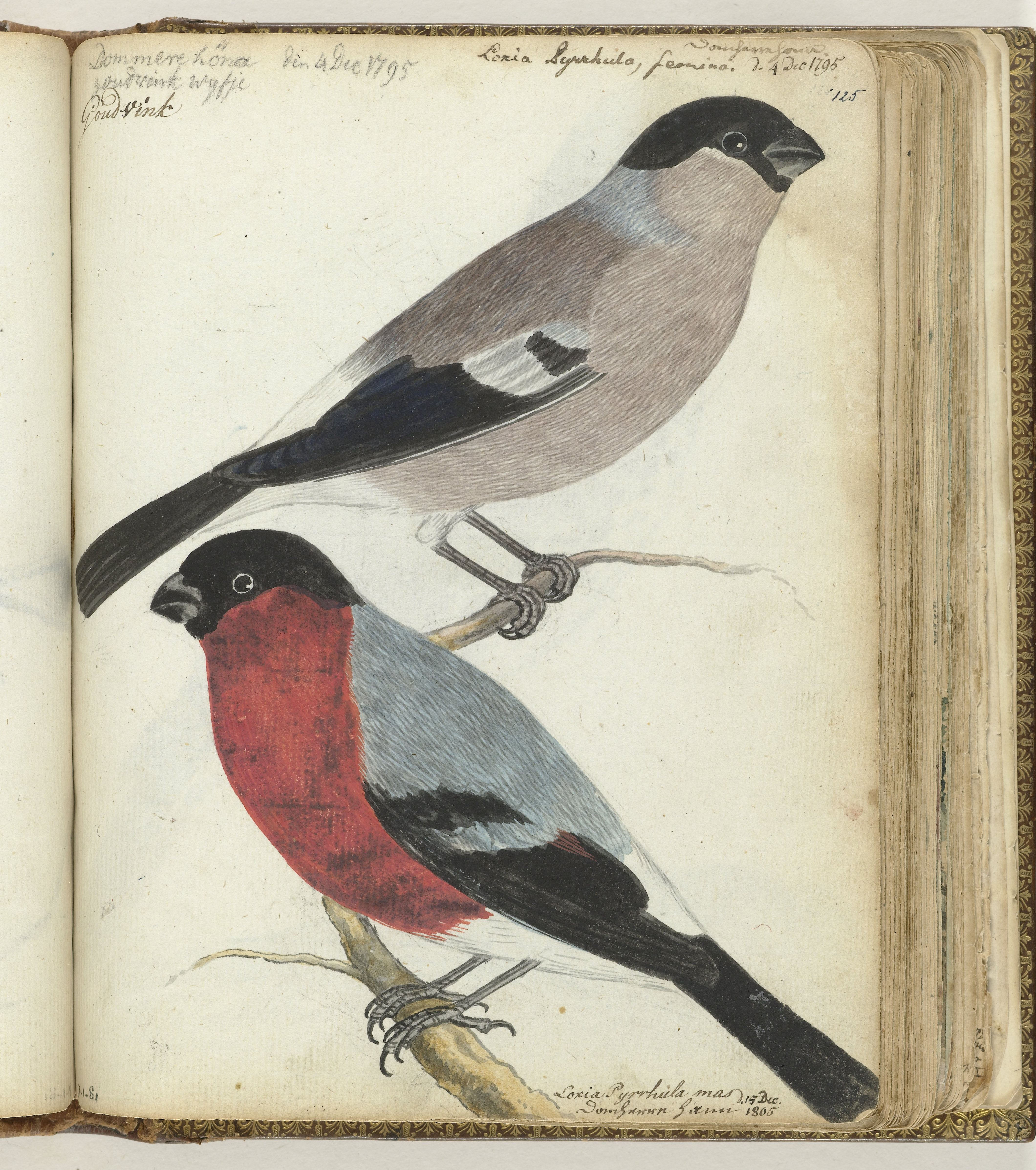
Vinken